# Daphnella pernobilis
Daphnella pernobilis é uma espécie de gastrópode do gênero Daphnella, pertencente à família Raphitomidae.